# Garkleinblockflöte

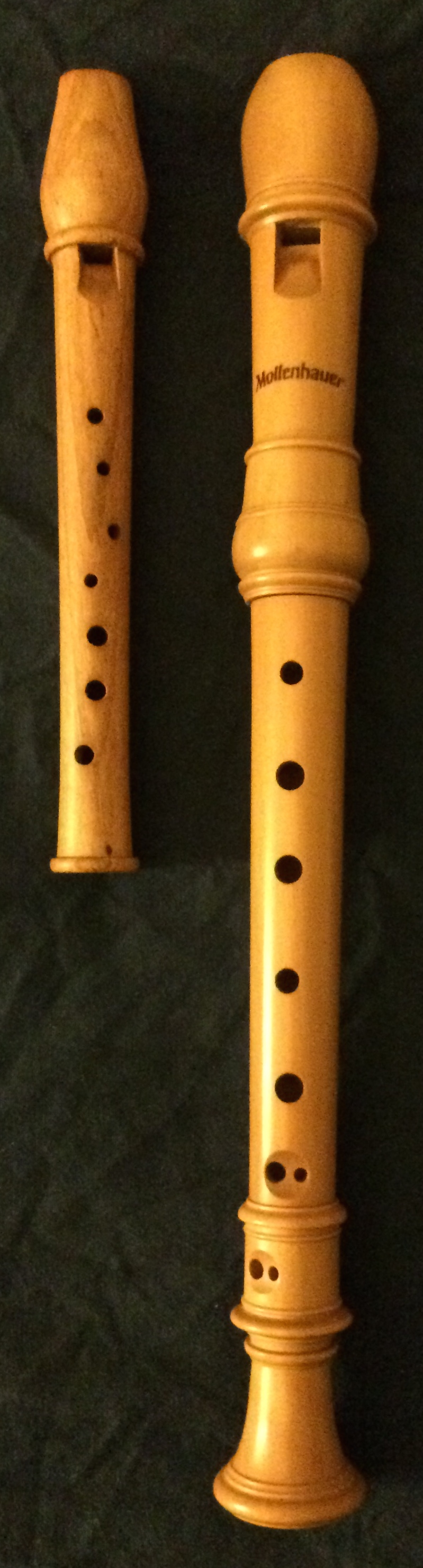
Garkleinblockflöte, gefertigt aus Pflaumenholz, Sopranblockflöte zum Vergleich

Die Garkleinblockflöte in c, auch Garkleinflötlein genannt,  ist die regulär kleinste Baugröße der Blockflöte. Die Garkleinblockflöte ist nur etwa 16 bis 17 cm lang und wird wegen ihrer Größe anders als tiefere Blockflöten aus einem Stück gefertigt. Ihr tiefster Ton ist c3. Wie bei allen Blockflöten ist der Tonumfang vom Instrument und den Fähigkeiten des Spielers abhängig. Für das abgebildete Instrument aus Grenadill gibt der Hersteller den Tonumfang c3d3e3–a4 an. Wegen der hohen Tonlage der Garkleinblockflöte klingen bereits im ersten überblasenden Register die Töne zunehmend schrill, weshalb sie musikalisch nur bedingt brauchbar sind. Doppellöcher für die beiden tiefsten Töne, um eine voll chromatische Skala zu erreichen, sind unüblich. Die Garkleinblockflöte wird zwei Oktaven tiefer als klingend im Violinschlüssel notiert. Sie war in der Zeit der Renaissance vor allem im Ensemblespiel gebräuchlich und wird von Michael Praetorius in seinem Buch Syntagma musicum als „gar kleine Plockflötlein“ beschrieben. Im Vergleich zu größeren Blockflöten ist die Handhabung wegen der sehr engen Grifflochabstände verhältnismäßig schwierig. Die Garkleinblockflöte wird für die Wiedergabe von Musik aus Mittelalter und Renaissance, aber auch bei Folk und moderner Musik eingesetzt.